# Рольф Шпрінґ
Рольф Шпрінґ (19 березня 1917 — 2005) — швейцарський академічний веслувальник.
Срібний призер Олімпійських Ігор 1936 року в складі розпашної четвірки зі стерновим.